# Myiagra nana
Myiagra nana là một loài chim trong họ Monarchidae.